# Maria Rosenkranz (Kamienna Góra)

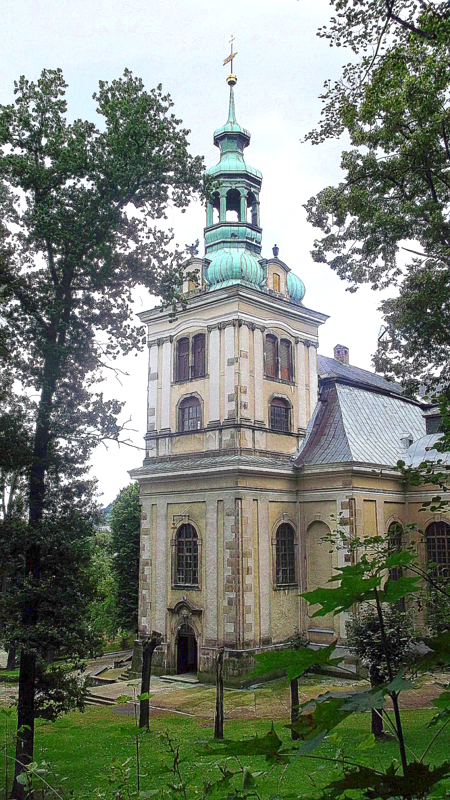

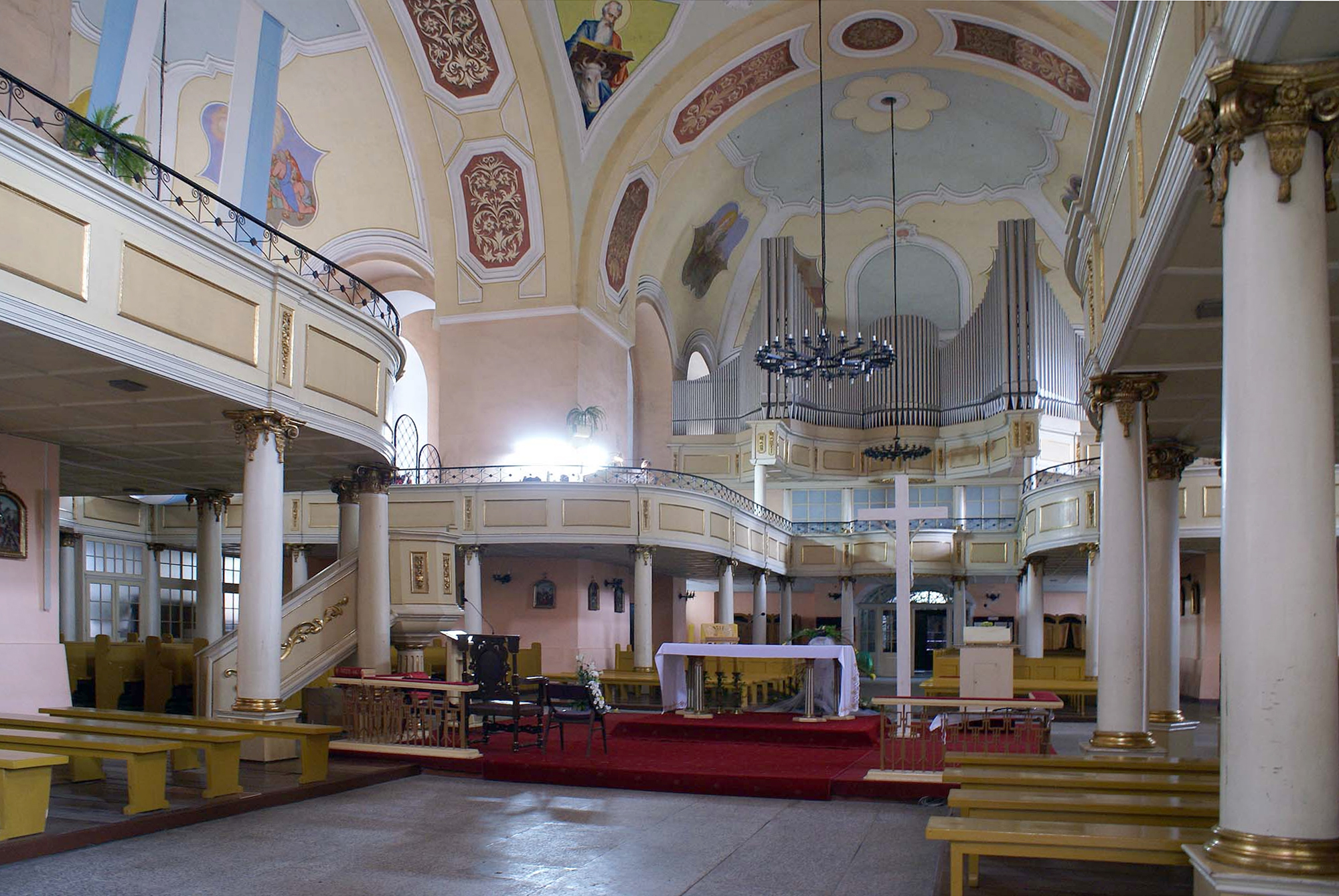
Blick zur Orgel

Die Dreifaltigkeitskirche in Landeshut in Schlesien (polnisch Kamienna Góra, Powiat Kamiennogórski, Woiwodschaft Niederschlesien) entstand als eine der sechs in Folge der Altranstädter Konvention errichteten protestantischen Schlesischen Gnadenkirchen.

## Geschichte
Die Kirche wurde 1709–1720 nach einem Entwurf des aus Tallinn stammenden und in Liegnitz ansässigen Architekten Martin Frantz nach dem Vorbild der Stockholmer Katharinenkirche errichtet. Der Grundstein wurde am 6. Juni 1709 gelegt. 1717 erhielt die Kirche ihre Glocke. Die Kirchenweihe erfolgte am 8. Oktober 1720.
Die während des Zweiten Weltkrieges unbeschädigte Kirche blieb nach 1945 zunächst unbenutzt. In den Jahren 1959–1964 wurde ein Großteil der Ausstattung demontiert und nach Warschau gebracht, wo sie zum Wiederaufbau der Garnisonkirche am Krasiński-Platz verwendet wurde. Damals verlor die Kirche den Hochaltar, das Taufbecken, die Orgel, die Kanzel, die Kronleuchter und die Glocken. Die zweite Empore wurde entfernt. Die Kirche wurde der römisch-katholischen Kirche übergeben und dient seit dem 1. März 1972 als katholische Pfarrkirche St. Maria Rosenkranz (Kościół Matki Boskiej Różańcowej). Die Kirchenbibliothek befindet sich seit 1949 in den Sammlungen der Warschauer Universitätsbibliothek.

## Architektur
Die Kirche wurde auf dem Grundriss eines gleicharmigen griechischen Kreuzes errichtet. Hinter dem Hochaltar wurde eine niedrigere Sakristei angebaut, über dem Eingang erhebt sich der Glockenturm mit einem Zwiebeldach und einer Gloriole. Über den Armen des Kreuzes wurden mit Blech gedeckte Mansarddächer errichtet. Die Fassaden sind von Pilastern flankiert, in die in unregelmäßigen Abständen Bossensteine verschiedener Größe eingemauert wurden. Die Seitenfassaden sind mit dreieckigen Tympana gekrönt. Die hohen Kirchenfenster sind oben abgerundet.
Der Innenraum ist mit hölzernen Emporen ausgestattet, von denen die obere in den Nachkriegsjahren entfernt wurde.
1724 hat der Breslauer Meister Ignatius Mentzel die Orgel über dem Eingang eingebaut, 1725 wurde der Altar von Benjamin Gottlieb aus Lauban errichtet.
Die Kirche wurde am 5. März 1956 unter der Nummer A/5502/310 in das Verzeichnis der Baudenkmäler der Woiwodschaft Niederschlesien eingetragen.

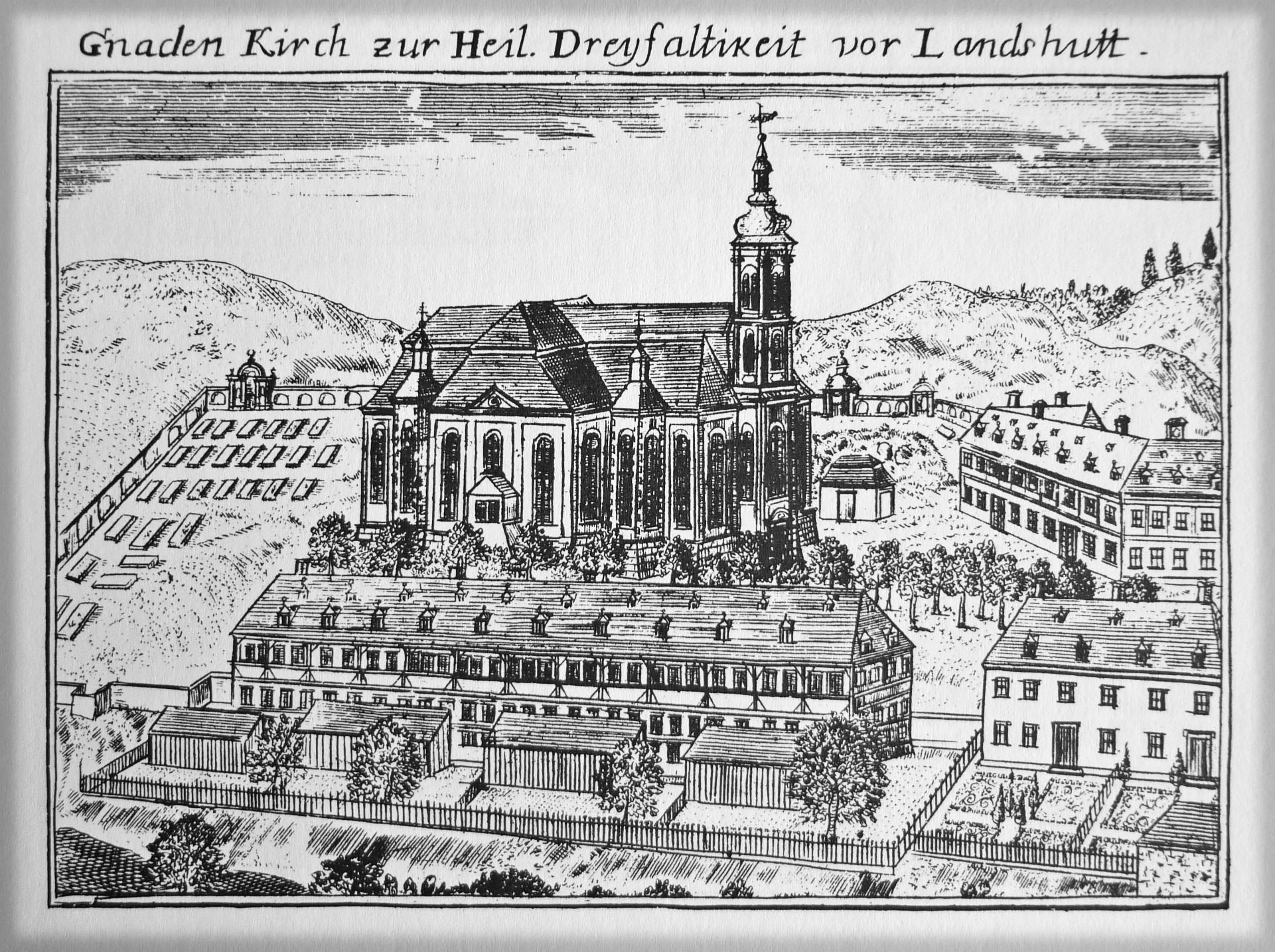
Kupferstich
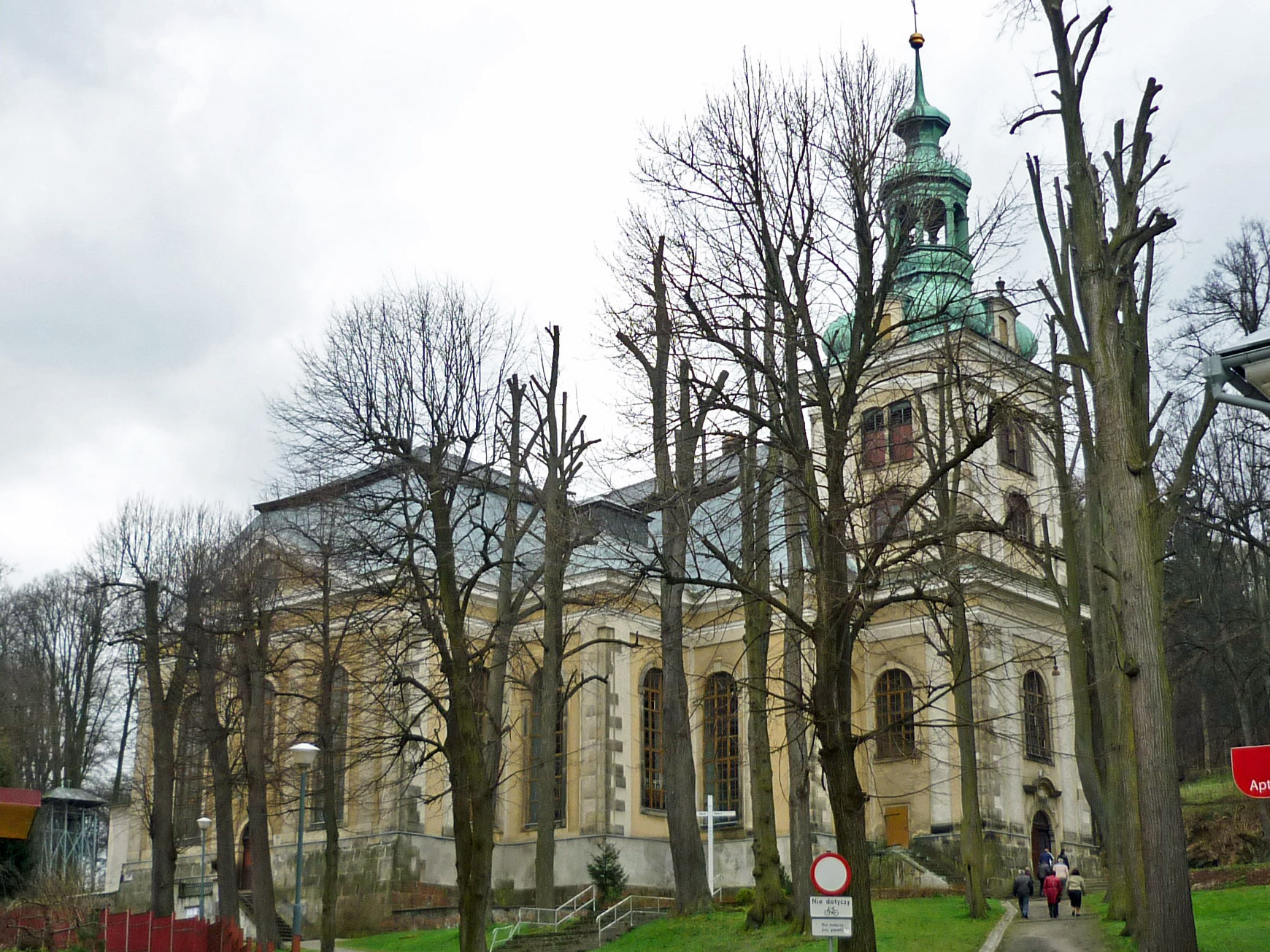
Gesamtansicht
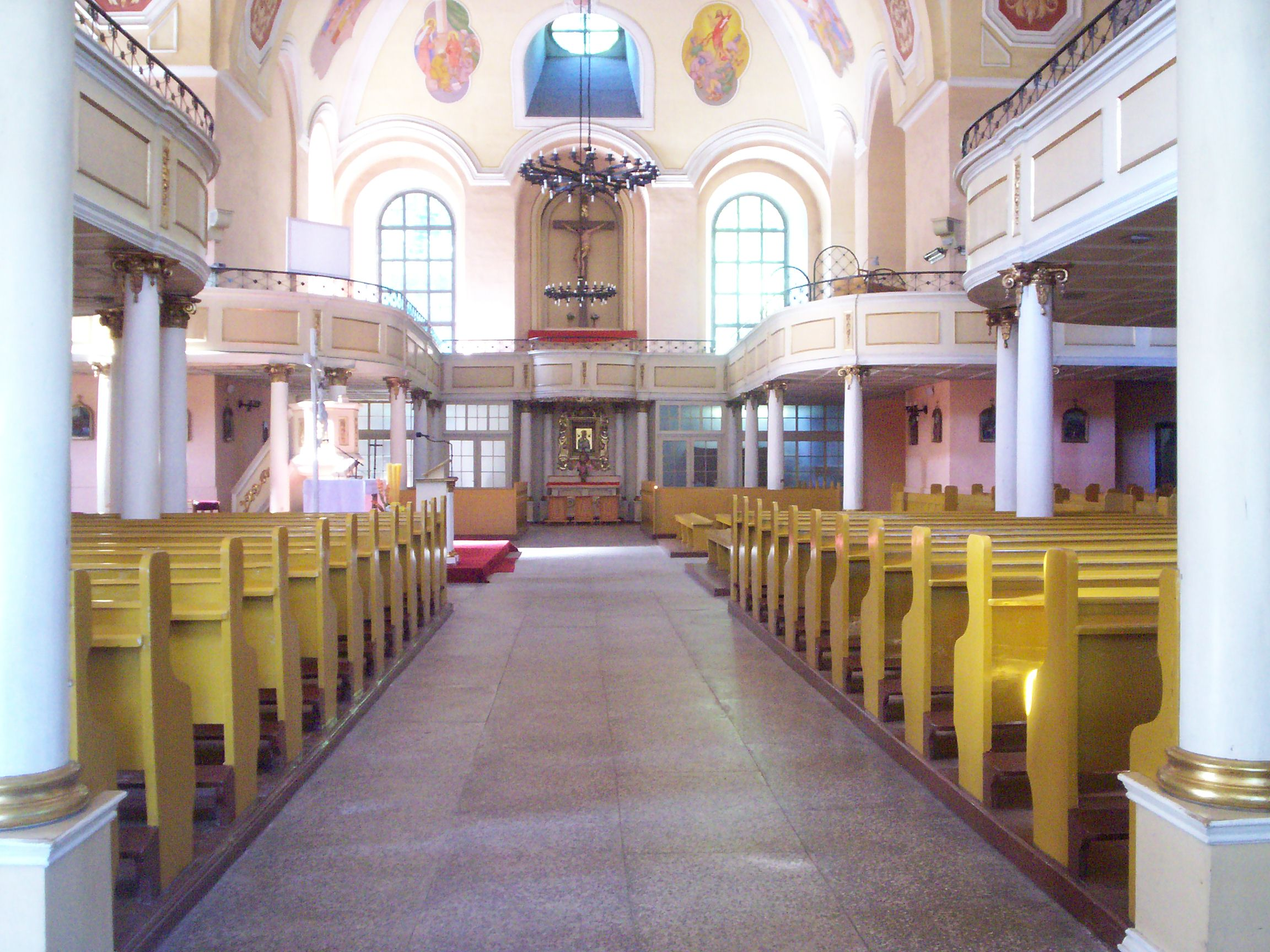
Innenraum
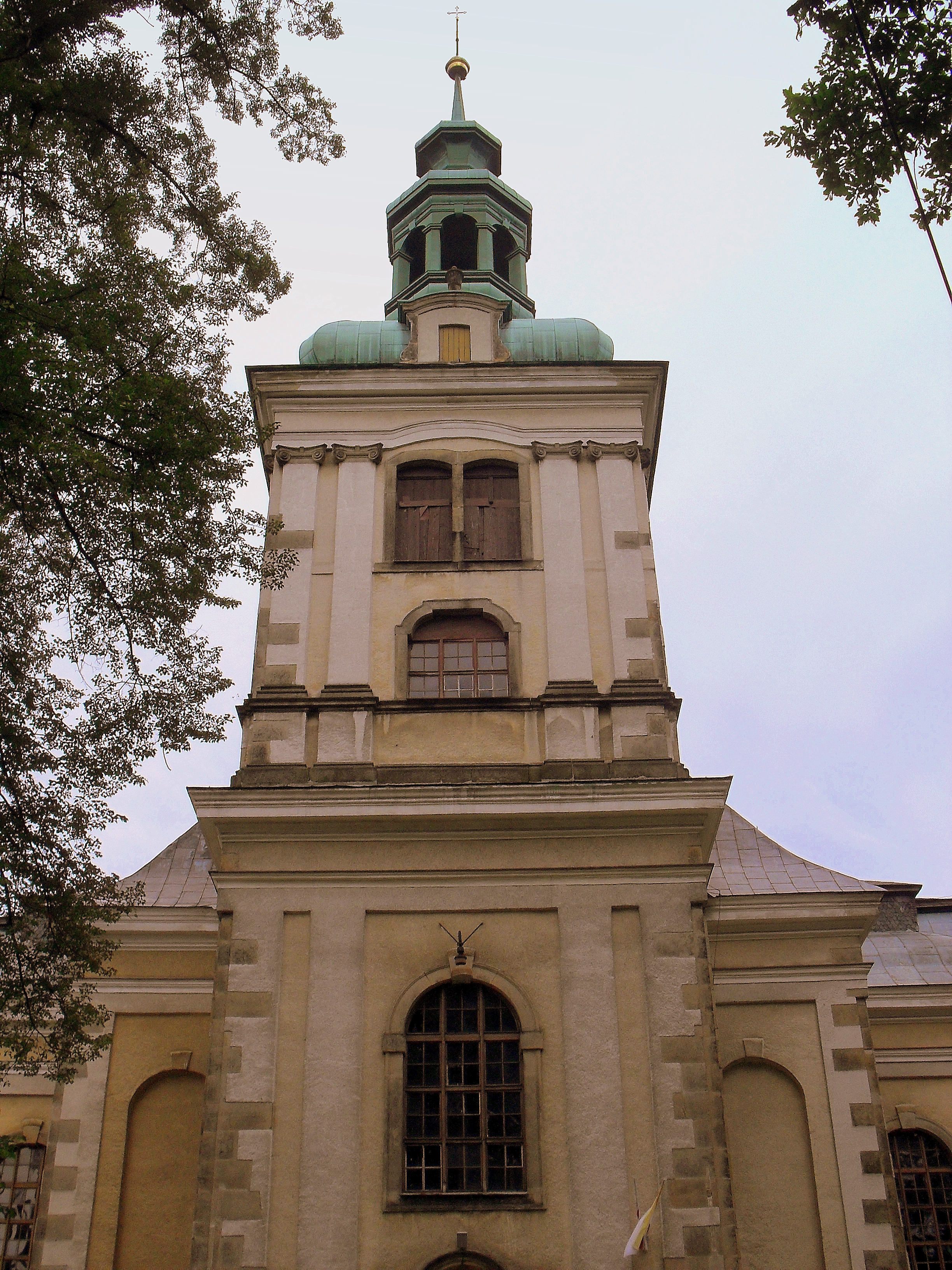
Kirchturm
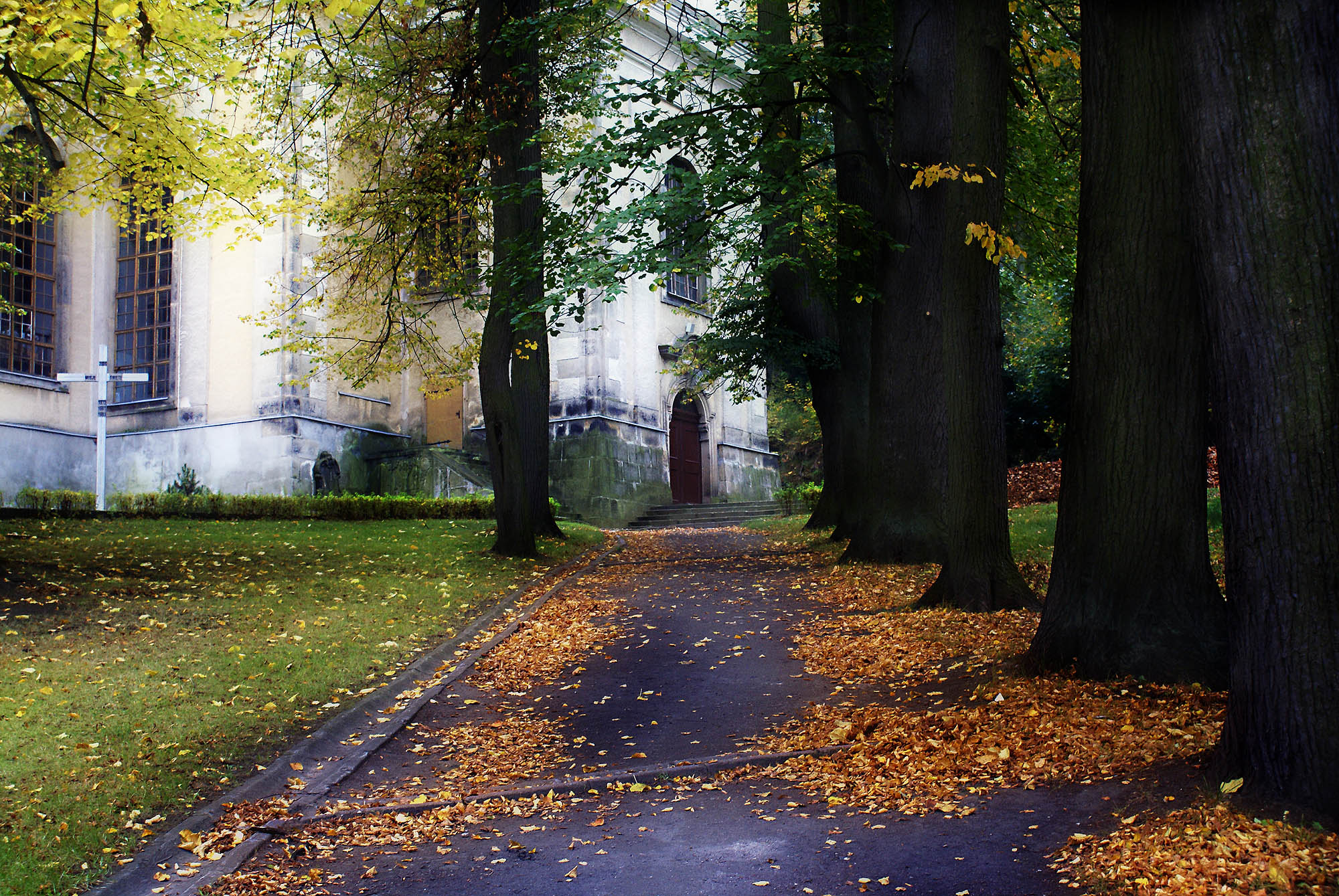
Zugang zur Kirche
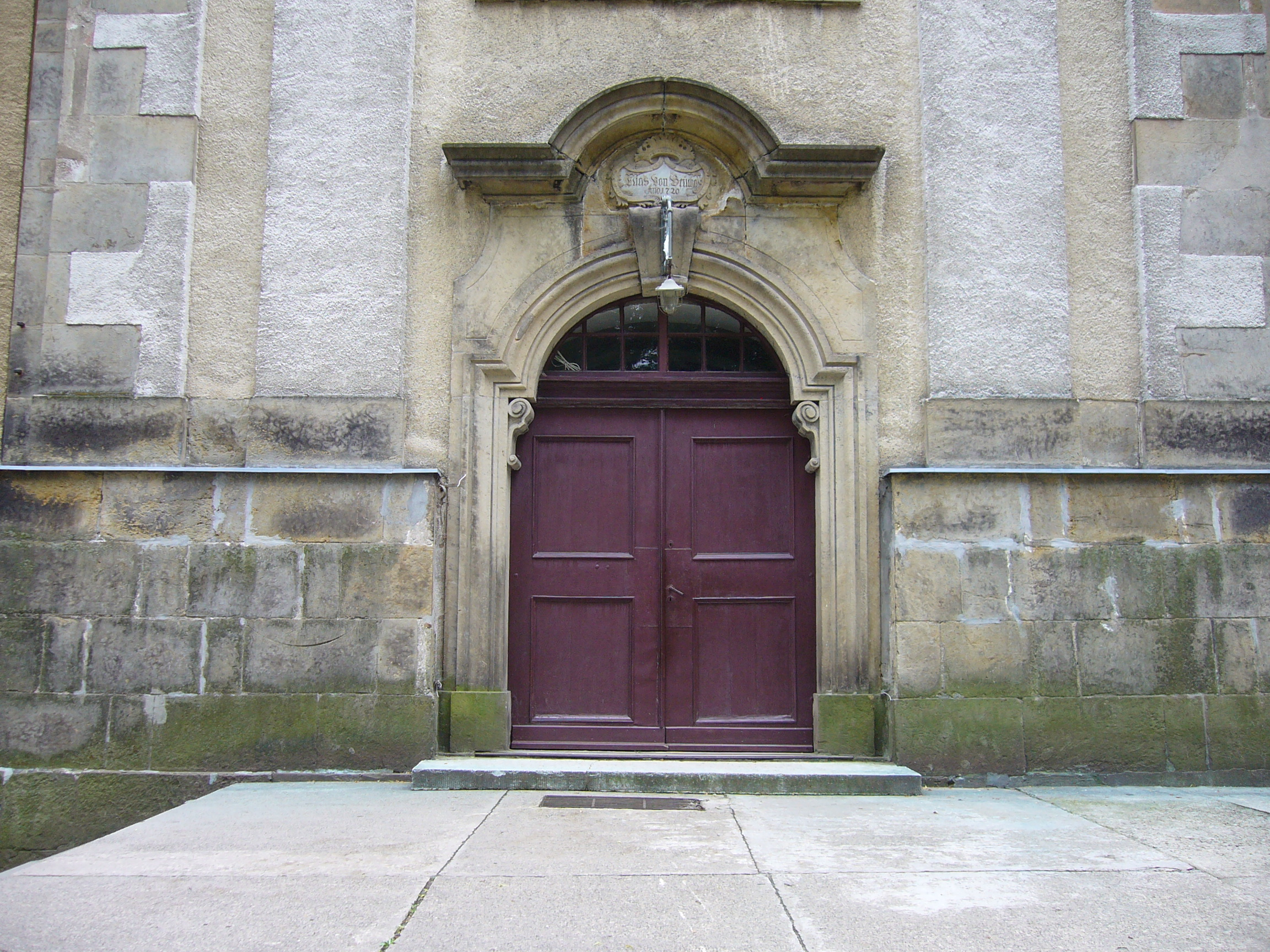
Portal
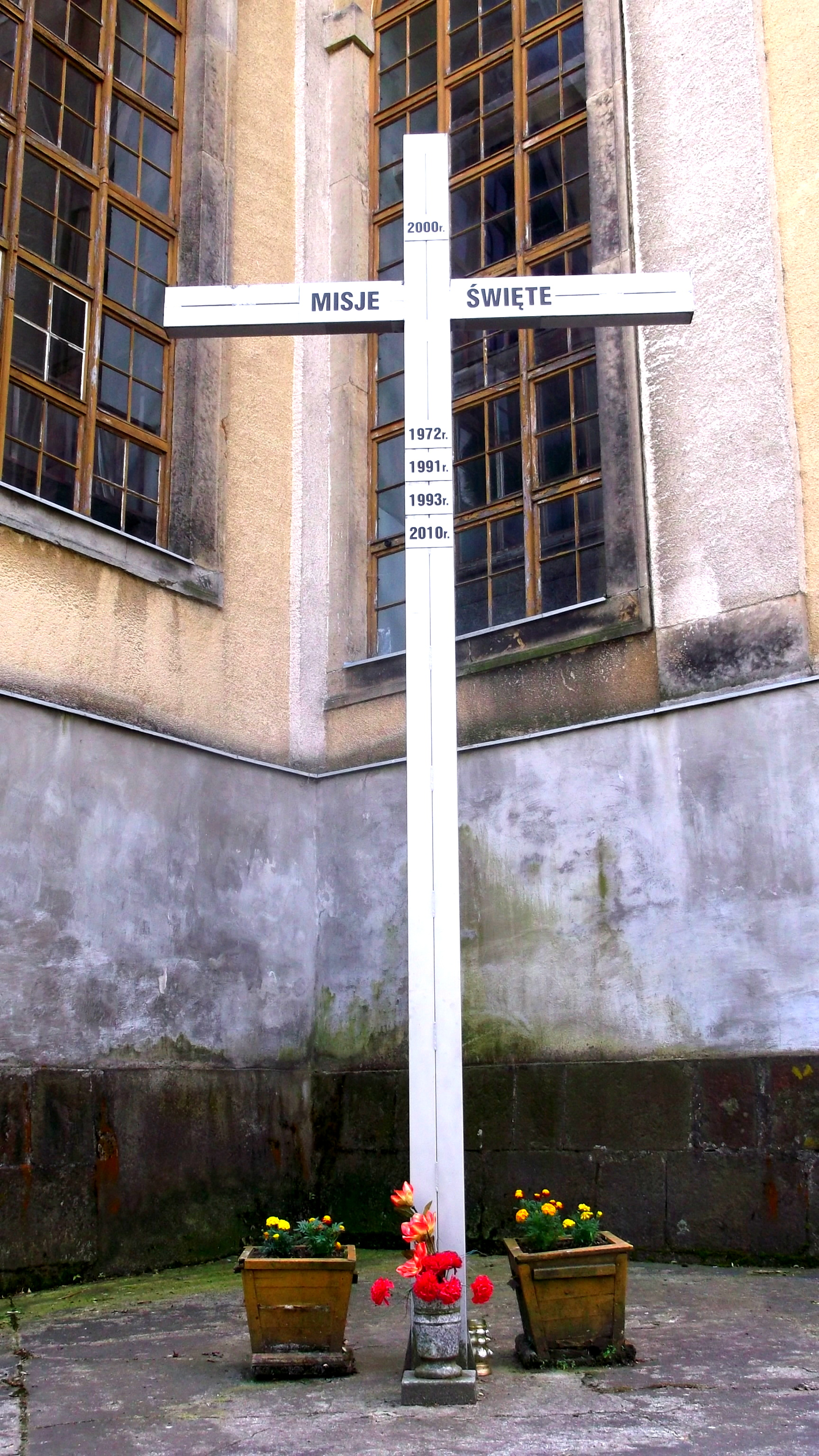
Missionskreuz
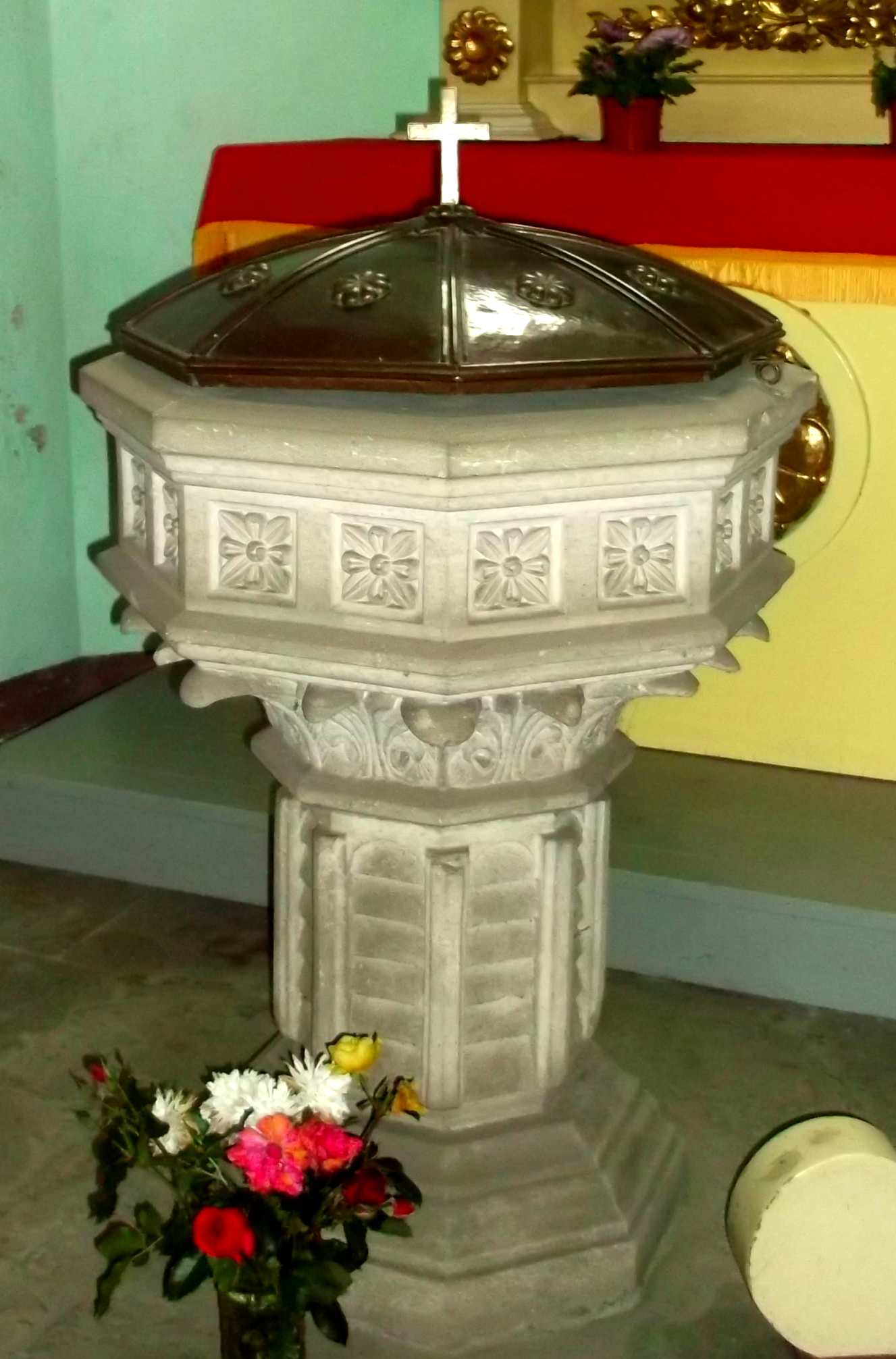
Taufbecken